# Elaeocarpus pullenii
Elaeocarpus pullenii är en tvåhjärtbladig växtart som beskrevs av Weibel. Elaeocarpus pullenii ingår i släktet Elaeocarpus och familjen Elaeocarpaceae. Inga underarter finns listade i Catalogue of Life.